# Mélitée andalouse
Pour l’article homonyme, voir Andalouse.
Melitaea aetherie
Espèce
La Mélitée andalouse (Melitaea aetherie) est une espèce d'insectes lépidoptères (papillons) appartenant à la famille des Nymphalidae et à la sous-famille des Nymphalinae.

## Dénomination
Melitaea aetherie a été nommée par Jakob Hübner en 1826.
Synonyme : Cinclidia aetherie (Hübner, 1826).

### Noms vernaculaires
La Mélitée andalouse se nomme en anglais Aetherie Fritillary et en espagnol Doncella gaditana .

### Sous-espèce
- Melitaea aetherie algirica Rühl, 1892 ; présente au Maroc, en Algérie et dans l'ouest de la Tunisie dans le Moyen-Atlas[1].
- Melitaea aetherie delacrei ssp. nova[2].

## Description
C'est un papillon au dessus orange bordé d'une bande marron ornée de chevrons orange. Les autres ornementations marron sont plus ou moins importantes, de quelques lignes fines à plusieurs lignes de damiers.
Le revers est plus clair, orange pour les antérieures, à damiers jaune clair et damiers orange organisés en lignes aux postérieures avec une bande postdiscale marqué de taches rondes rouge cuivre.

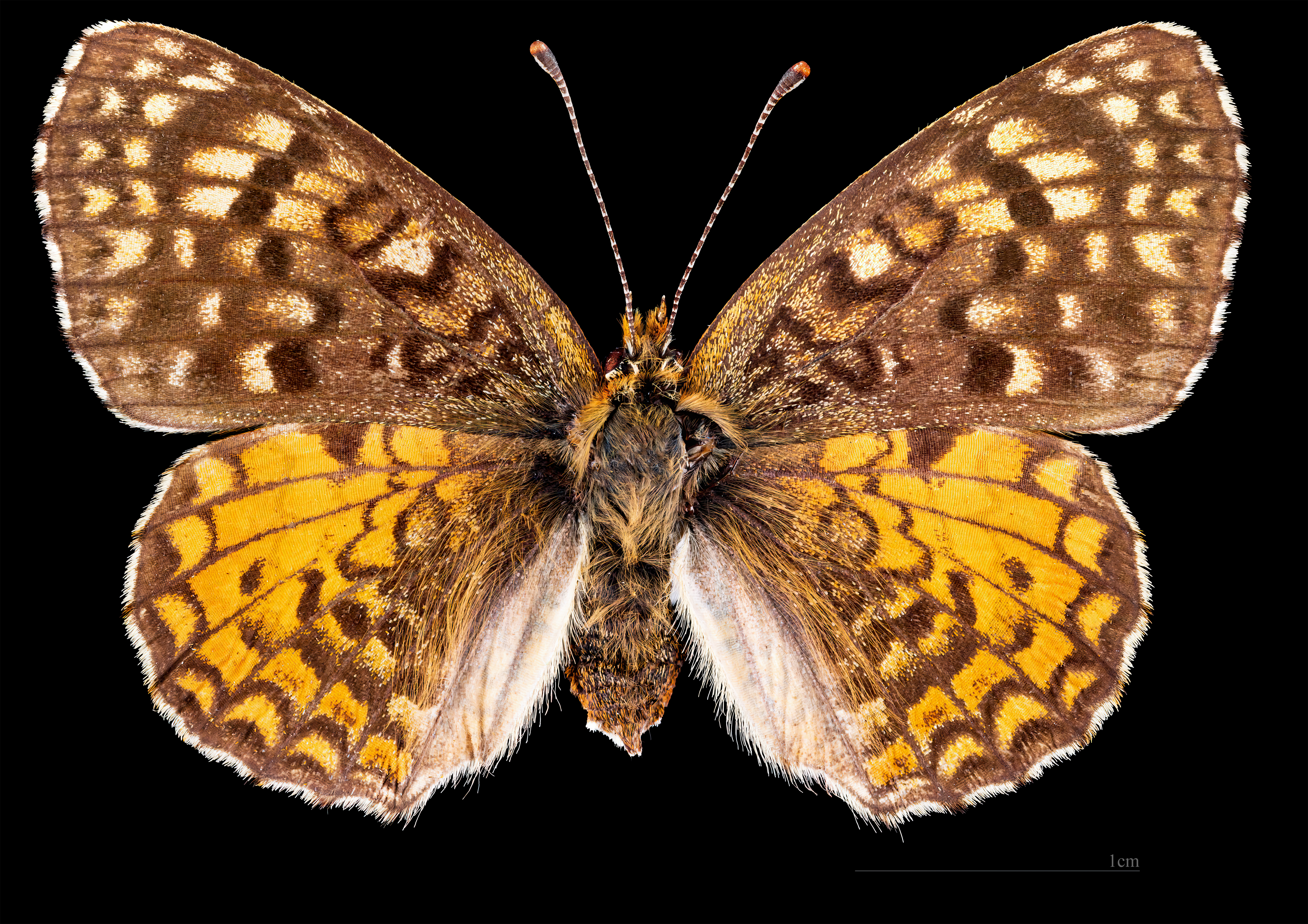
Melitaea aetherie ♀  MHNT
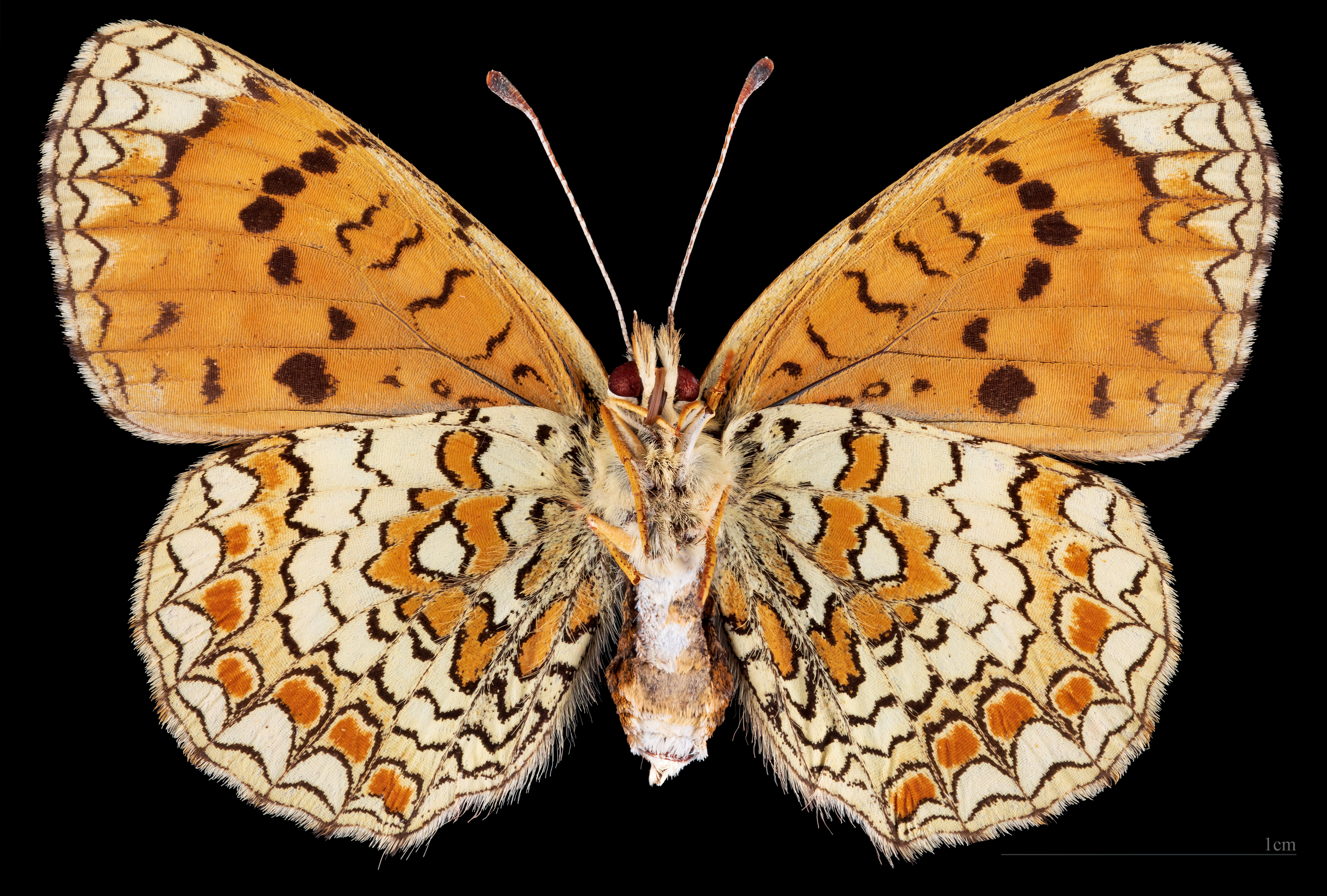
Melitaea aetherie  ♀ △ MHNT

## Biologie

### Période de vol et hivernation
Elle hiverne à l'état de jeune chenille.
Elle vole en une génération en avril mai en Espagne et au Portugal, plus tard entre mai et juillet selon l'altitude en Afrique du Nord. Il y aurait deux générations en Sicile.

### Plantes hôtes
Les plantes hôtes de sa chenille sont des Centaurea, dont Centaurea calciprata, Centaurea caratracensis et Centaurea cardunculus,.

## Écologie et distribution
La Mélitée andalouse est présente en Afrique du Nord, et en Europe uniquement dans le sud de l'Espagne et du Portugal dans l'Algarve et en Sicile,.
En Afrique du Nord Melitaea aetherie algirica réside au Maroc dans le Moyen-Atlas, en Algérie dans les Aurès et en Tunisie. Melitaea aetherie delacrei ssp. nova n’habite que les pâturages humides du versant Nord du Toubkal.

### Biotope
La Mélitée andalouse réside dans les prairies humides fleuries et les forêts claires.

### Protection
Au Maroc Melitaea aetherie algirica est en danger et Melitaea aetherie delacrei ssp. nova y est vulnérable.